# Mol (Belgien)
Die belgische Gemeinde Mol liegt in den Kempen von der Provinz Antwerpen. Sie hat 38.534 Einwohner (Stand: 1. Januar 2024).

## Industrie und Forschung
Mol ist Sitz des Studienzentrum für Kernenergie (SCK•CEN), dem größtem und bedeutsamstem Kernforschungszentrum des Landes. Über 600 Wissenschaftler und Techniker sind dort hauptsächlich auf den Gebieten Nukleare Sicherheit, Forschung im Entsorgungssektor, Strahlenschutz und Safeguards tätig. Das Zentrum wurde am 9. April 1952 gegründet und 1957 in eine Einrichtung des öffentlichen Rechts umgewandelt. Die nichtnuklearen Aktivitäten des Zentrums wurden 1991 in das Flämische Institut für Technologische Forschung (VITO) verlagert.
Von 1967 bis 1974 wurde in Mol die Wiederaufarbeitungsanlage Eurochemic betrieben. Neben den Forschungseinrichtungen des SCK•CEN sind auch die noch in Betrieb befindlichen Brennelementfabriken für Uran- und Mischoxid-Brennelemente in Mol angesiedelt.
In der zur Gemeinde gehörenden Ortschaft Gompel ist eine Glasfabrik angesiedelt.

## Sehenswürdigkeiten
- Die Gemeinde Mol liegt in der Provinz Antwerpen an der Grenze zu den Niederlanden in einer waldreichen Umgebung. Im Ortsteil Postel befindet sich die über 900 Jahre alte Abtei Postel der Prämonstratenser. Dort werden Bier und Käse hergestellt; Führungen sind möglich, zudem gibt es ein Restaurant. Wälder und Heideflächen in verschiedenen Ortsteilen bieten Möglichkeiten zum Wandern.  Im Weiler Achterbos steht ein Kreuzweg mit 15 weiß getünchten Gedächtniskapellen. In Ezaart befinden sich eine Windmühle aus dem Jahr 1856 sowie eine Kreuzwegkapelle mit Linden. Die dortige Willibrord-Kapelle wird erstmals 1494 in Schriftquellen erwähnt, das genaue Baujahr ist nicht bekannt.  Im Zentrum von Mol steht die Petri- und Pauluskirche aus dem 15. Jahrhundert. Davor befindet sich das Rathaus, errichtet im 18. bis 19. Jahrhundert. Weitere historische Bauwerke sind nur noch vereinzelt erhalten.  Seit 1880 findet sonntags auf dem Marktplatz nahe der Corbiestraat der Konijnenmarkt („Kaninchenmarkt“) statt, ein regelmäßig abgehaltener Tiermarkt.

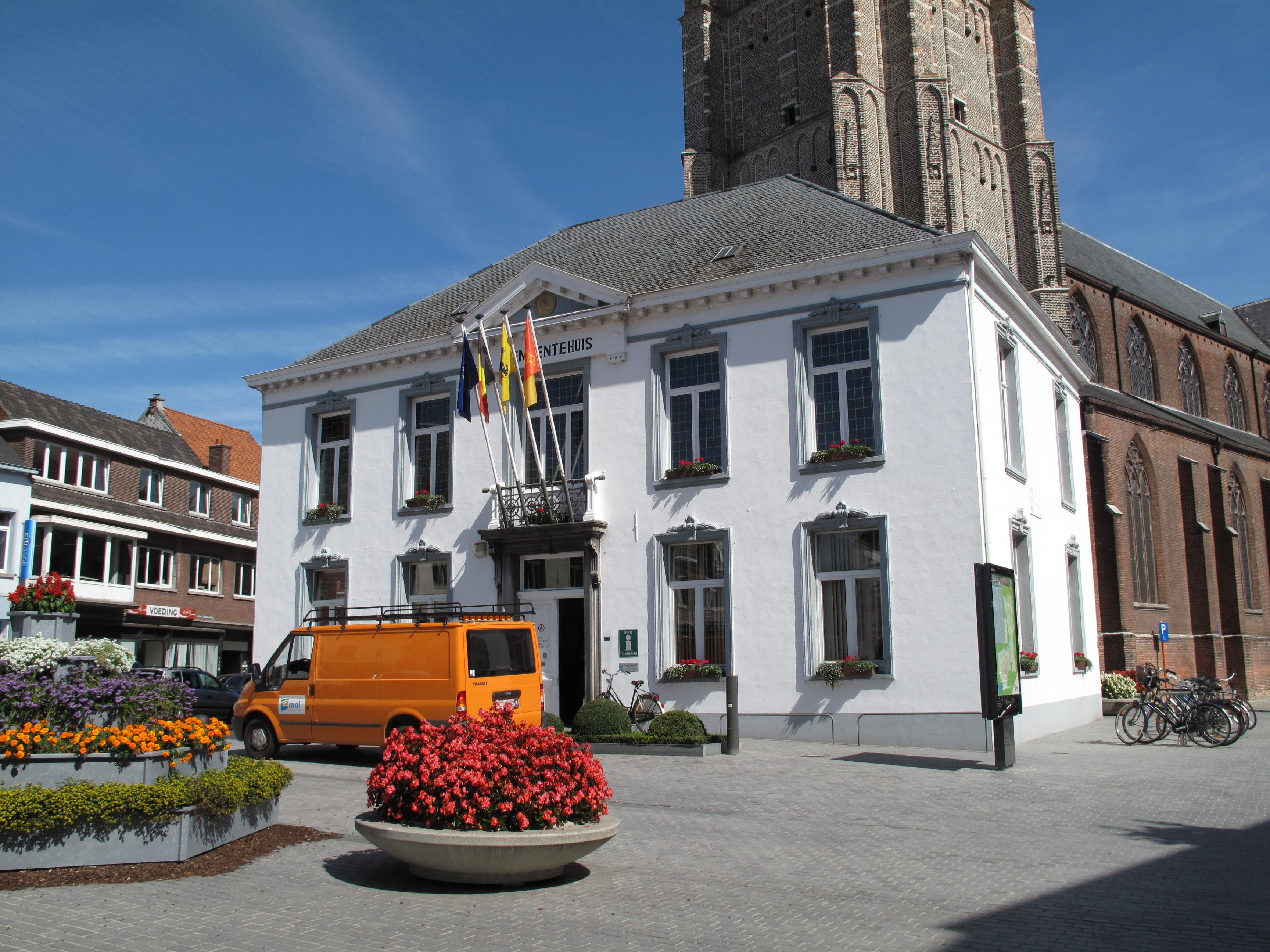
Mol, Das alte Rathaus
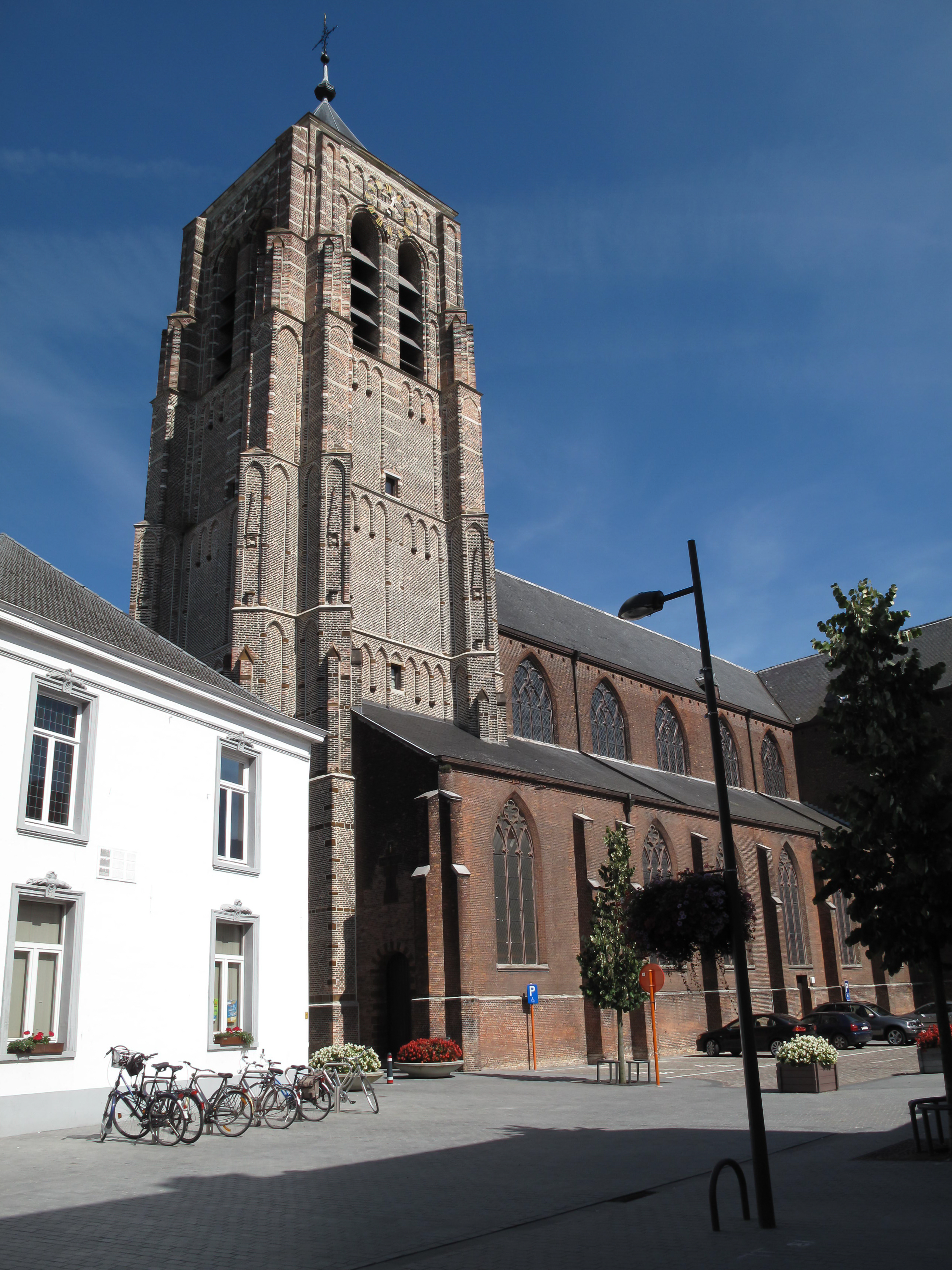
Mol, Kirche

## Politik

### Stadtrat
- Vooruit: 6
- Groen: 0
- VLD: 1
- CD&V: 13
- N-VA: 8
- VB: 5

Nach der Wahl kam es zu einer Koalition aus CD&V und NVA. Sie verfehlten zusammen mit 21 der 33 Sitze die 2/3 Mehrheit um einen Sitz.
- Vooruit: 32
- Groen: 1
- VLD: 18
- CD&V: 54
- N-VA: 30
- VB: 17
- Sonst.: 7

CD&V und Vooruit haben eine Mehrheit von 86 Sitzen. 80 sind nötig für eine Mehrheit. Auch mit NVA hat CD&V eine Mehrheit von 84 Sitzen.
- CD&V: 54
- Vooruit: 32
- N-VA: 30
- VLD: 18
- VB: 17
- Sonst.: 7
- Groen: 1

## Gemeindepartnerschaften
Mol unterhält seit 1980 eine Partnerschaft mit dem deutschen Kall und seit 2007 mit dem nigrischen Karakara.

## Ortsgliederung
Mol ist eine flächenmäßig große Gemeinde und besteht außer Mol-Zentrum noch aus weiteren zehn Ortsteilen. Der sehr dünn besiedelte Ortsteil Postel im Norden des Gemeindegebietes ist lediglich durch eine schmale Straße mit dem Zentrum der Gemeinde verbunden ist.
| #    | Name         | Fläche (km²) | Einwohner (31/12/2007) | Bevölkerungsdichte Einw/km² |
| ---- | ------------ | ------------ | ---------------------- | --------------------------- |
| I    | Centrum      | 3,97         | 6676                   | 1682                        |
| II   | Achterbos    | 5,41         | 3752                   | 694                         |
| III  | Donk         | 6,62         | 1614                   | 244                         |
| IV   | Ezaart       | 7,61         | 3074                   | 404                         |
| V    | Ginderbuiten | 2,61         | 3180                   | 1218                        |
| VI   | Gompel       | 2,92         | 1470                   | 503                         |
| VII  | Heidehuizen  | 2,65         | 2190                   | 826                         |
| VIII | Millegem     | 11,92        | 3370                   | 283                         |
| IX   | Rauw         | 13,91        | 2871                   | 206                         |
| X    | Sluis        | 6,82         | 2219                   | 325                         |
| XI   | Wezel        | 5,32         | 2762                   | 519                         |
| XII  | Postel       | 44,43        | 220                    | 5                           |

## Söhne und Töchter der Gemeinde
- Paulus van Mol (1824–1896), Benediktiner
- Marcel Evariste Van Rengen (1914–1988), römisch-katholischer Ordensgeistlicher, Bischof von Mweka
- Julien Delocht (* 1942), Radrennfahrer
- Nicole Van den Plas (* 1943), Künstlerin
- Sabine Kabongo (* 1966), Sängerin
- Johan Gielen (* 1968), Trance-DJ
- Tom Boonen (* 1980), Radrennfahrer
- Lieven Litaer (* 1980), Klingonisch-Experte
- Hadise (* 1985), türkisch-belgische Sängerin
- Elke Vanhoof (* 1991), Radrennfahrerin
- Wout Faes (* 1998), Fußballspieler
- Jasper Philipsen (* 1998), Rennradfahrer